# آنا ألين مارتن
آنا ألين مارتن (بالإسبانية: Anna Allen)‏ هي ممثلة إسبانية، ولدت في 28 يونيو 1977 في جرندة في إسبانيا.

## وصلات خارجية
- آنا ألين مارتن على موقع IMDb (الإنجليزية)
- آنا ألين مارتن على موقع ألو سيني (الفرنسية)
- آنا ألين مارتن على موقع قاعدة بيانات الفيلم (الإنجليزية)
- آنا ألين مارتن على موقع كينوبويسك (الروسية)